# Turdus anthracinus
Turdus anthracinus, "sorgtrast", är en fågelart i familjen trastar inom ordningen tättingar. Den betraktas oftast som underart till chiguancotrast (Turdus chiguanco), men urskiljs sedan 2016 som egen art av Birdlife International och IUCN.
Taxonet förekommer i Sydamerika från västra Bolivia till nordöstra Chile (Atacama) och västra Argentina. Den kategoriseras av IUCN som livskraftig.